# Търпиня
Търпиня (на хърватски: Trpinja) е село и община в източната част на Хърватия. То се намира в Вуковарско-сремска жупания. През 2011 в селото е имало 5680 жители. Мнозинството от населението са сърби.